# Brachioteuthis beanii
Brachioteuthis beanii е вид главоного от семейство Brachioteuthidae. Видът не е застрашен от изчезване.

## Разпространение и местообитание
Разпространен е в Канада и САЩ.
Среща се на дълбочина от 152 до 2029,5 m, при температура на водата от 3,3 до 19 °C и соленост 34,9 – 36,6 ‰.